# Diplusodon glocimarii
Diplusodon glocimarii är en fackelblomsväxtart som beskrevs av T.B.Cavalc.. Diplusodon glocimarii ingår i släktet Diplusodon och familjen fackelblomsväxter. Inga underarter finns listade i Catalogue of Life.